# Walsdorf (Luxembourg)
Pour les articles homonymes, voir Walsdorf.
Walsdorf (luxembourgeois : Waalsdref) est une section de la commune luxembourgeoise de Tandel située dans le canton de Vianden.